# Min Gud är en väldig hjälte
Min Gud är en väldig hjälte är en ungdomspsalm med text skriven 1912 av Emil Liedgren och bearbetad 1919.

## Publicerad i
- Den svenska psalmboken 1937, som nummer 533 under rubriken "G. Unga och gamla - 2. Ungdom".[1]